# Istituto degli studi dello sviluppo economico e sociale
L'Istituto degli studi dello sviluppo economico e sociale (IEDES) è un istituto dell'Università Paris I Panthéon-Sorbonne situato all'interno del Giardino tropicale di Parigi, a Nogent-sur-Marne.

## Storia
Creato nel 1957 dal Governo francese, lo IEDES si configura come uno dei centri di studio più antichi sullo sviluppo socio-economico dei paesi del Terzo Mondo. Integrato dal 1969 all'interno dell'Università Paris 1 Panthéon-Sorbonne, mantiene una certa autonomia organizzativa che lo distingue dalle altre facoltà. I suoi master articolati in due branche, una di analisi economica e l'altra più improntata alle scienze sociali, preparano gli studenti a future professioni nell'ambito della cooperazione allo sviluppo nei paesi nel Sud del Mondo.

## Pubblicazioni
Lo IEDES è parte integrante della rivista trimestrale Tiers Monde fondata da Henri Laugier. Caratterizzata da un approccio multidisciplinare, si occupa dell'analisi dei processi di sviluppo nei paesi del Terzo Mondo. Oltre che a numerosi insegnanti e ricercatori dell'Istituto, hanno pubblicato nella rivista diverse personalità di rilievo come i Nobel per l'economia Jan Tinbergen e Gunnar Myrdal, Raúl Prebisch, Albert Hirschman, Paul Sweezy.